# Cratere Arnold
Arnold è un cratere lunare di 93,13 km situato nella parte nord-orientale della faccia visibile della Luna.
Il cratere è dedicato all'astronomo tedesco Christoph Arnold.

## Crateri correlati
Alcuni crateri minori situati in prossimità di Arnold sono convenzionalmente identificati, sulle mappe lunari, attraverso una lettera associata al nome.
| Arnold | Coordinate            | Diametro (in km) |
| ------ | --------------------- | ---------------- |
| A      | 68°46′12″N 39°36′00″E | 55,13            |
| E      | 71°28′48″N 38°06′00″E | 31,15            |
| F      | 67°33′00″N 35°10′48″E | 10,41            |
| G      | 67°23′24″N 31°27′00″E | 10,64            |
| H      | 72°35′24″N 44°58′48″E | 12,82            |
| J      | 65°54′00″N 33°49′12″E | 6,17             |
| K      | 70°42′36″N 42°22′48″E | 30               |
| L      | 70°00′00″N 35°46′12″E | 34,89            |
| M      | 68°17′24″N 43°35′24″E | 6,77             |
| N      | 70°09′N 41°36′E       | 18,81            |